# وازگن سارگسیان
وازگن ساونوویچ سارگسیان ‏ (ارمنی: Վազգեն Սարգսյան Սարգսյան، pronounced [vɑzˈɡɛn sɑɾkʰsˈjɑn]; زاده ۵ مارس ۱۹۵۹ - درگذشته ۲۷ اکتبر ۱۹۹۹) فرمانده نظامی و سیاستمدار اهل ارمنستان بود. وی از سال ۱۹۹۱ تا ۱۹۹۲ و سپس از سال ۱۹۹۵ تا ۱۹۹۹ نخستین وزیر دفاع ارمنستان بود وی از ژوئن ۱۹۹۹ تا زمان ترورش در ۲۷ اکتبر همان سال به عنوان نخست‌وزیر ارمنستان خدمت نمود.
سارگسیان همراه با دمیرچیان و چند نفر دیگر در روز ۲۷ اکتبر ۱۹۹۹ در تیراندازی مجلس ارمنستان ترور شد. مهاجمان به حبس ابد محکوم شدند.
با این حال بی‌اعتمادی به روند دادرسی، تعداد زیادی نظریه توطئه به وجود آمد. بعضی از کارشناسان و سیاستمداران استدلال می‌کنند که ترور آنها توسط کوچاریان و سرژ سارگسیان، وزیر امنیت ملی، طراحی و هدایت شده‌است. سایرین تیراندازی را دخالت احتمالی قدرت‌های خارجی می‌دانند.
عناوین عالی‌رتبه ارمنستان و قره باغ کوهستانی - قهرمان ملی ارمنستان و قهرمان آرتساخ به سارگسیان اعطا گردید.

## ابتدای زندگی و حرفه

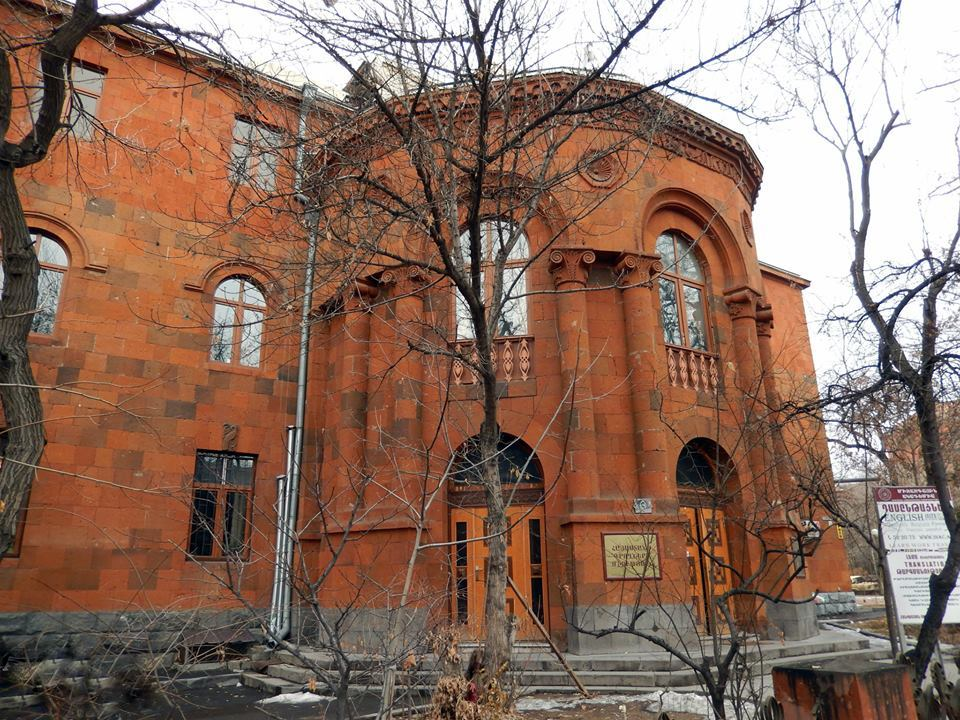
اتحادیه نویسندگان ارمنستان

وازگن سارگسیان در ۵ مارس ۱۹۵۹ در روستای آرارات جمهوری شوروی سوسیالیستی ارمنستان در نزدیکی مرز ترکیه در خانواده گرتا و زاون سارگسیان به دنیا آمد. پس از تحصیلات متوسطه در روستای زادگاهش، بین سال‌های ۱۹۷۶ تا ۱۹۷۹ در انستیتو … ایروان تحصیل نمود. در بین سال‌های ۱۹۷۹ تا ۱۹۸۳ وی به عنوان معلم تربیت بدنی در مدرسه متوسطه در آرارات به فعالیت پرداخت. از این از خدمت در ارتش شوروی معاف گشت. از سال ۱۹۸۳ تا ۱۹۸۹ وی رهبر لیگ جونان کمونیست در کارخانه سیمان آرارات بود.
.... وی نخستین رمان خود را در سال ۱۹۸۰ به رشته تحریر درآورد و در سال ۱۹۸۵ عضو اتحادیه نویسندگان ارمنستان شد. از سال ۱۹۸ تا ۱۹۸۹ وی بخش تبلیغات ماهنامه ادبی گارون («Գարուն» , بهار) چاپ ایروان را هدایت نمود. در سال ۱۹۸۶ نخستین کتابش Հացի փորձություն «Bread Temptation» به چاپ رسید که به خاطر آن Armenian Komsomol به وی اعطا گردید …

## درگیری قره‌باغ کوهستانی

### و استقلال ارمنستان
دموکراسی نسبی رژیم شوروی تحت گلاسنوست میخائیل گورباچف و سیاست‌های پرسترویکا از میانه دهه ۱۹۸۰ ملی‌گرای در جمهوری‌های اتحاد جماهیر شوروی را افزایش داد. کمیته قره‌باغ در ارمنستان، پشتیبانی گسترده مردمی را کسب نمود. ارمنی‌ها از مقامات شوروی خواستار یکپارچگی اوبلاست خودمختار اکثراً ارمنی نشین قره باغ کوهستانی در داخل ارمنستان شدند. در فوریه ۱۹۸۸ مجلس منطقه ای اوبلاست خودمختار قره باغ کوهستانی درخواست نمود که صلاحیت منطقه از جمهوری شوروی سوسیالیستی از آذربایجان به جمهوری شوروی سوسیالیستی ارمنستان منتقل شود اما این درخواست توسط پولیتبورو رد شد. تنش بین ارمنی‌ها و آذری‌ها با تشدید تحریم‌ها در سومگایت افزایش یافت. در سال ۱۹۸۹ و ۱۹۹۰ سارگسیان فرماندهی گروه‌های مبارز داوطلب ارمنی در نزدیکی یراسخ در مرز ارمنستان و جمهوری آذربایجان (جمهوری خودمختار نخجوان) … در دست گرفت. در سپتامبر ۱۹۹۰ با ابتکار وی هنگ ویژه مشتمل بر ۲۶ جوخه و مجموعاً ۲۳۰۰ نیرو تشکیل شد. ...
تا سال ۱۹۹۱ بیشتر ارمنی‌های جمهوری آذربایجان و آذری‌های ارمنستان مجبور شدند تا
تا ژانویه ۱۹۹۰ وی بخشی از رهبری جنبش ملی پان ارمنی شد. سارگسیان در انتخابات مه ۱۹۹۰ برای شورای عالی مجلس ملی جمهوری ارمنستان برگزیده شد. وی تا دسامبر ۱۹۹۱ به عنوان رئیس کمیسون شورای عالی در امور داخلی و دفاعی خدمت نمود.
گرچه ارمنستان استقلال خویش از اتحاد شوروی را در تاریخ ۲۳ اوت ۱۹۹۰ اعلام کرده بود.
لوون تر-پتروسیان رهبر کمیته قره باغ و رئیس شورای عالی از سال ۱۹۹۰ در اکتبر به عنوان رئیس‌جمهور ارمنستان برگزیده شد.

### فعال نظامی
با توجه به این واقعیت که سارگسیان در میان واحدهای داوطلب افسران ارتشی ارمنی محبوب بود وی در دسامبر ۱۹۹۱ به عنوان نخستین وزیر دفاع ارمنستان مستقل توسط رئیس‌جمهور تر-پتروسیان برگزیده شد در تاریخ ۲۸ ژانویه ۱۹۹۲ دولت ارمنستان فرمان تاریخی را در وزارت دفاع جمهوری ارمنستان به تصویب رساند که پیشتر نیروهای دفاعی ارمنستان را تشکیل داده بود. در ژانویه ۱۸۸۲ با ض در قره باغ کوهستانی اعلام کرد که ارمنستان به ۳۰۰۰۰ تن قوای نظامی برای تأمین امنیت نیاز دارد در ۹ مه ۱۹۹۲ قوای ارمنستان نخستین موفقیت نظامی در قره باغ کوهستانی را فتح شوشی را به ثبت رساندند. یک هفته دیرتر دیگر یک پیروزی قابل توجه برای قوای ارمنستان با فتح لاچین و اتصال بموقع ارمنستان و قره باغ کوهستانی به ثبت رسید
در تاریخ ۳۰ اوت گردان آرتسیو ماهاپارتنر به فرماندهی سرلشکر آستواتساتور پتروسیان شکل گرفت این گردان در تاریخ‌های ۳۰ اوت و ۱ سپتامبر ۱۹۹۲ نیروهای آذری را در نزدیکی صومعه گنج‌سر و روستای چدران در استان مارتاکرت شکست داد بنا به گفته وزیر دفاع ارمنستان فعالیت این گردان پیشرفت نیروهای آذری را متوقف کرد و …

#### پیروزی نظامی ارمنی‌ها

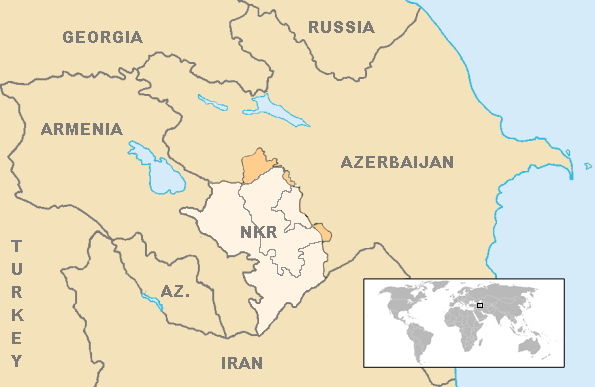
The 1994 ceasefire ended the جنگ قره‌باغ with the Armenian forces establishing de facto control on the disputed area

بین اکتبر ۱۹۹۲ و مارس ۱۹۹۳ سارگسیان به عنوان مشاور ریاست‌جمهوری در امور دفاعی و نماینده ریاست جمهوری در مناطق مرزی ارمنستان خدمت نمود. متعاقباً وی به عنوان وزیر امور دفاعی امنیتی و داخلی برگزیده شد.

## وزیر دفاع و تغییر رئیس‌جمهور
سارگسیان در تاریخ ۲۶ ژوئیه ۱۹۹۵ جریان ترمیم کابینه توسط تر-پتروسیان به عنوان وزیر دفاع منصوب شد. وی تقریباً به مدت چهار سال در این سمت باقی ماند. بنای به گفته توماس دی وال ارتش قدرتمندترین نهاد در ارمنستان در زمان وزارت وی بود

در همان سال در پاسخ به اظهارات حیدر علی‌اف، رئیس جمهوری آذربایجان که گفته بود جمهوری آذربایجان آماده است تا مسئله آرتساخ را با زور حل نماید سارگسیان پاسخ داده بود که بگذارید او آن را انجام دهد ما آماده ایم.
بنا به گفته بنیاد جیمزتاون وی نظامی را با دیپلماسی یونان قبرس سوریه ایران و بلغارستان … دنبال می‌کرد

### انتخابات ۹۶–۱۹۹۵
سارگسیان پس از پایان به واسطه این حقیقت که به وضوح توسط ارتش حمایت می‌شد یک چهره کلیدی پسا جنگ در ارمنستان شد. پس از پایان جنگ، که با بحران شدید اقتصادی در ارمنستان همراه بود، رئیس‌جمهور تر-پتروسیان نا محبوب شد.

### جدایی رهبری: استعفای تر-پتروسیان
در سال ۱۹۹۷ گروه صلح مینسک مشترکاً توسط روسیه، ایالات متحده آمریکا و فرانسه اداره می‌شد، 

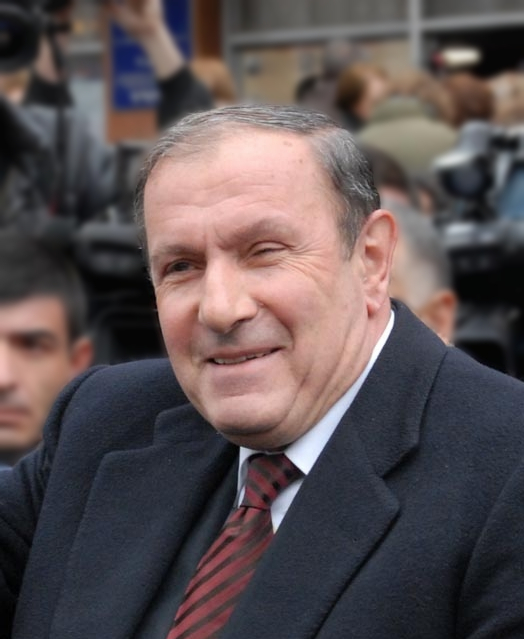
Vazgen Sargsyan and other "hard-liners" forced President لوون تر-پتروسیان to resign in 1998.

در جریان نشست شورای امنیت ملی در تاریخ ۷–۸ ژانویه آشکار شد که تر-پتروسیان حمایت کافی برای ادامه حکومت به عنوان رئیس‌جمهور را ندارد. در روز ۲۳ ژانویه ۱۹۹۸ در جریان اوج بحران وازگن سارگسیان حمایت بی قید و شرط خود را از روبرت کوچاریان اعلام کرد.
پس از استعفای تر-پتروسیان نخست‌وزیر کوچاریان، کفیل رئیس‌جمهور شد. در تاریخ ۵ فوریه ۱۹۹۸ سارگسیان، ادعای کودتا را رد کرد و

### انتخابات ۱۹۹۸: کوچاریان به عنوان رئیس‌جمهور

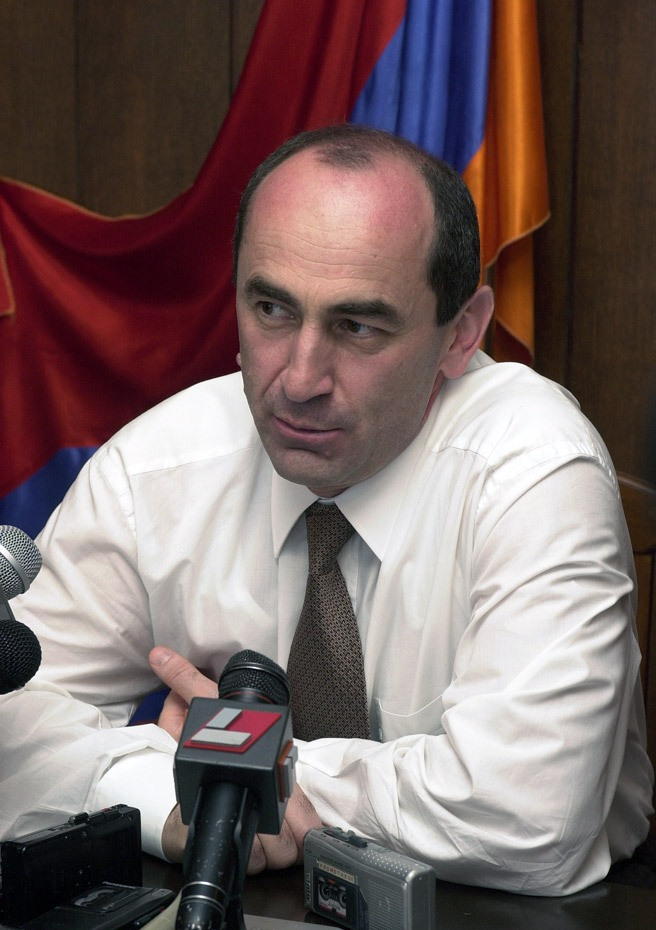
With the support of Vazgen Sargsyan, Prime Minister روبرت کوچاریان was elected president in 1998.

سارگسیان به همراه وزیر کشور سرژ سارگسیان به صورت آشکارا از کوچاریان حمایت نمود و نفوذ خویش را برای انتخابات ریاست‌جمهوری ارمنستان کوچاریان به کار برد. وی کوچاریان را یک «man of unity of word and action» نامید؛ و اشاره نمود که تجربیات وی در آرتساخ و ارمنستان نشان داده که «وی همچنین قادر است مشکلات اقتصادی را حل نماید»

## به قدرت رسیدن

### سیاستگذاری یرکراپاه
از ۱۹۹۸ وازگن سارگسیان قدرت پشت پرده شد.

## نخست‌وزیر

### سیاست اقتصادی
در زمان نخست‌وزیر سارگسیان، هنوز از تأثیرات فروپاشی اتحاد شوروی و ارمنستان بحران انرژی در جریان جنگ قره‌باغ بهبود نیافته بود. یکی از

### رویدادهای برجسته
در خلال نخست‌وزیری خویش سارگسیان برای سازماندهی سه رویداد مهم کمک کرد. در تاریخ ۲۸ اوت ۱۹۹۹ نخستین دوره بازی‌های پان‌ارمنی در ایروان شروع شد. بیش از ۱٬۴۰۰ ورزشکار ارمنی از ۲۳ کشور در بازی‌ها شرکت نمودند. اختتامیه بازی در تاریخ ۵ سپتامبر با حضور رئیس‌جمهور روبرت کوچاریان و وازگن سارگسیان در مجموعه کارن دمیرچیان برگزار شد.
در ۲۱ سپتامبر روز سالگرد برای همه‌پرسی خروج ارمنستان از اتحاد شوروی رای دادند یک رژه نظامی برگزارشد.

## ترور

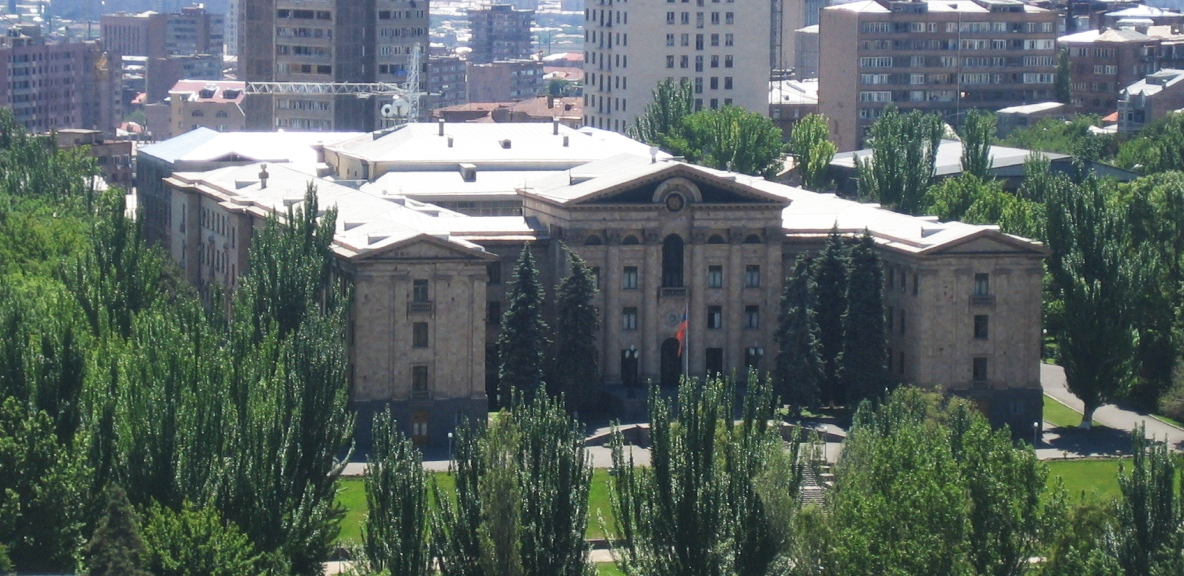
The building of the مجلس ملی جمهوری ارمنستان

### تیراندازی و خاکسپاری
در حدود ساعت ۵:۱۵ بعد از ظهر روز ۲۷ اکتبر ۱۹۹۹ پنج تن - نائیری هونانیان، برادرش کارن، دائی‌شان ورام و دو تن دیگر مسلح به تفنگ کلاشنیکف که در زیر کت‌های درازشان پنهان کرده بودند در زمانی که دولت جلسه پرسش و پاسخ را برگزار می‌کرد وارد ساختمان مجلس ملی در ایروان شد. در تیراندازی شان وازگن سارگسیان، رئیس مجلسکارن دمیرچیان، معاونان رئیس مجلس یوری باخشیان و روبن میرویان، وزیر وضعیت‌های اضطراری لئونارد پتروسیان و نمایندگان مجلس هنریک آبراهامیان، آرمناک آرمناکیان و میکائیل کوتانیان کشته شدند. مردان مسلح سی تن را نیز در مجلس مجروح کردند.

### تحقیقات و نظریات توطئه
درست بعد از تیراندازی وزیران کشور و امنیت ملی سورن آبراهامیان و سرژ سارگسیان در نتیجه فشار از سوی وزارت دفاع متحد سرگسیان واغارشاک هاروتیونیان در آن زمان استعفا دادند. از اوایل ژوین تا اواخر اکتبر ۱۹۹۹
در نهایت در تاریخ ۲ دسامبر ۲۰۰۳ پنج مهاجم اصلی تیراندازی … به زندان ابد محکوم شدند
اگر چه تحقیقات هیچ شواهد قابل قبولی مبتنی بر ارتباط کوچاریان با گروه هونانیان نیافت بسیاری از سیاستمداران و تحلیلگران ارمنی بر این باورند که رئیس‌جمهور روبرت کوچاریان و وزیر امنیت ملی سرژ سارگسیان پشت پرده ترور وازگن سرگسیان و سایر سیاستمداران سرشناس بوده‌اند
برخی از تحلیلگران پیشنهاد کرده‌اند که نیروهای خارجی از جمله روسیه ممکن است پشت تیراندازی بوده‌اند مانوچاریان ادعا نمود که تیراندازی توسط کوچاریان به دلیل خلاص شدن از دو رقیب اصلی (سارگسیان و دمیرچیان) طراحی شده بود

## زندگی شخصی و برادران
سارگسیان هرگز ازدواج نکرد. به نقل از رازمیک مارتیروسیان دوست و وزیر تأمین اجتماعی ارمنستان از ۱۹۹۹ تا ۲۰۰۳ سارگسیان قول داده بود که در دسامبر ۱۹۸۷ زمانی پیش از ۸ مارس سال آینده ازدواج خواهد کرد. جنبش قره باغ ذر فوریه ۱۹۸۸ آغاز شد و
دیگر برادر وازگن سارگسیان آرمن در انتخابات ریاست جمهوری ۲۰۱۳ ارمنستان از سرژ سارگسیان حمایت کرد. در تاریخ ۵ مارس ۲۰۱۳ از آرام سارگسیان دربارهٔ موضع سیاسی برادرش سؤال شد که وی پاسخ داد:

## حماسه و تجلیل

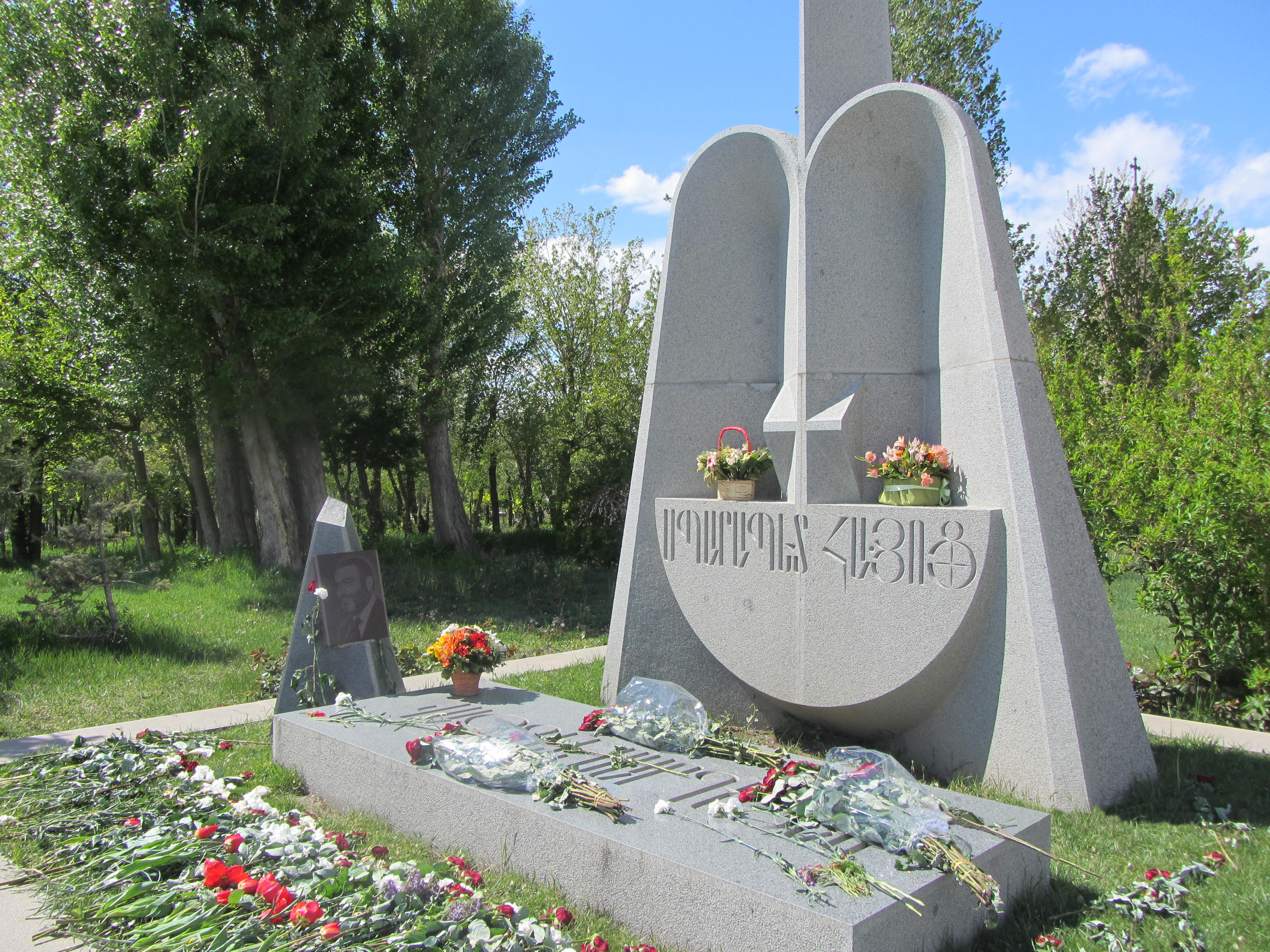
Vazgen Sargsyan's memorial in یرابلور

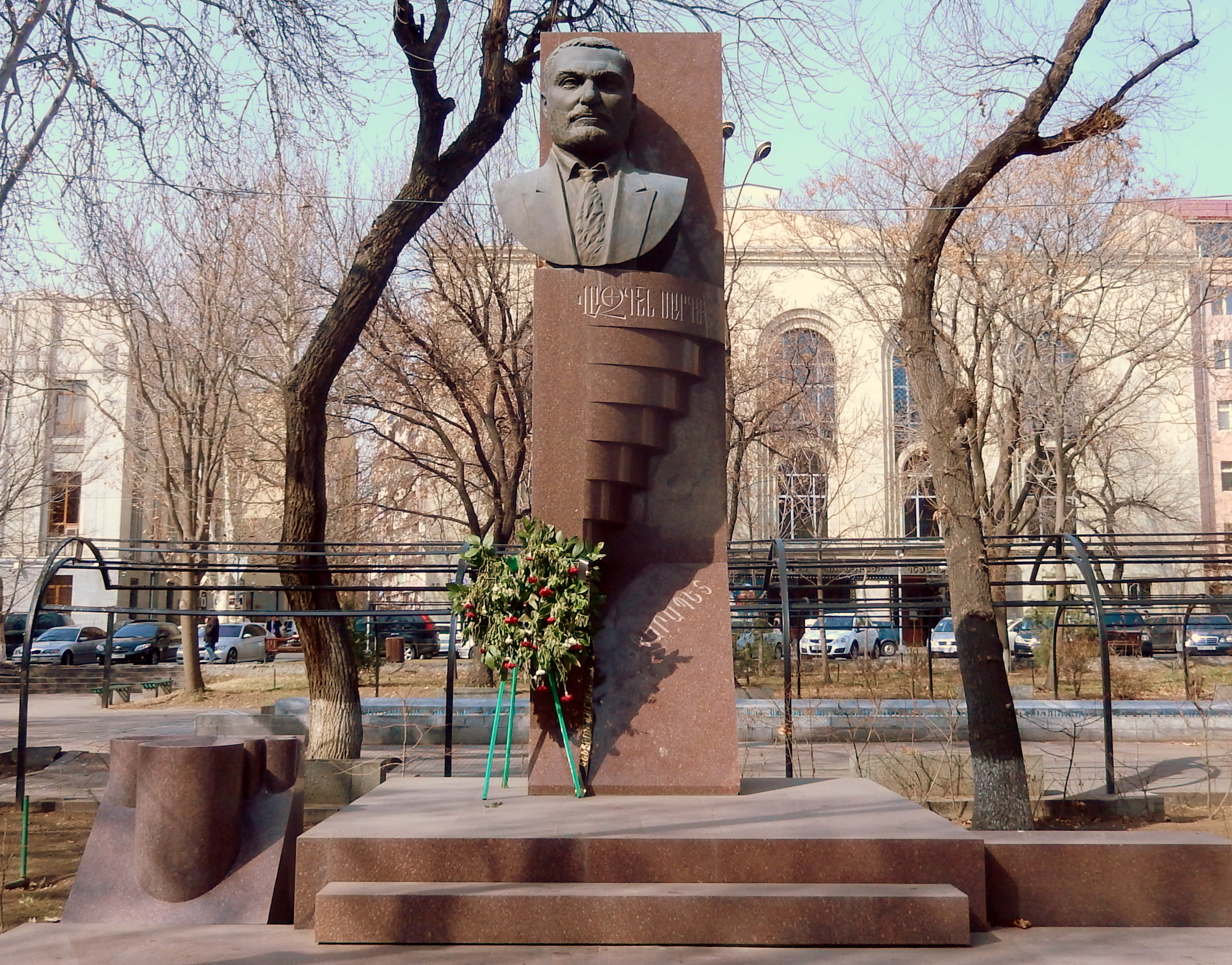
Statue of Sargsyan in Yerevan

در سال ۱۹۹۸ عنوان قهرمان آرتساخ عالی‌ترین جایزه جمهوری قره باغ کوهستانی به وازگن سارگسیان اعطا گردید. در تاریخ ۲۷ دسامبر دو ماه پس از تیراندازی مجلس عنوان قهرمان ملی ارمنستان به سارگسیان اعطا گرید به‌طور گسترده به عنوان بنیانگذار ارتش ارمنستان شناخته می‌شود
در تاریخ ۲۸ دسامبر ۱۹۹۹ با فرمان ریاست جمهوری دانشکده نظامی ایروان به افتخار وی به دانشگاه نظامی وازگن سارگسیان تغییر نام یافت. با همان فرمان وزشگاه جمهوریت در ایروان به نام وی نامگذاری شد. تعدادی از خیابان‌های ارمنستان و قره باغ از جمله یک خیابان در ناحیه کنترون ایروان به نام وی نامگذاری شد
در سال ۲۰۰۰، ۲۷ اکتبر به عنوان روز یادآوری وی توسط دولت ارمنستان اعلام شد. هر ساله روز ۵ مارس زاد روز وی و ۲۷ اکتبر روز ترور یاد سارگسیان را در ارمنستان و قره باغ کوهستانی گرامی می‌دارند در تاریخ ۵ مارس ۲۰۰۱ با تصمیم دولت ارمنستان موزه وازگن سارگسیان در زادگاهش آرارات افتتاح شد

## یادداشت
- https://www.rferl.org/a/1091548.html

### کتابشناسی
- Croissant, Michael P. (1998). The Armenia-Azerbaijan conflict: causes and implications. Westport, Connecticut: Praeger. ISBN 978-0-275-96241-8.
- Giragosian, Richard (June 1999). Post-Election Analysis: The New Armenian Parliament (PDF). کمیته ملی ارامنه آمریکا. Archived from the original (PDF) on 4 March 2016. Retrieved 27 April 2013.{{cite book}}:  نگهداری CS1: پیش‌فرض تکرار ref (link)
- Report on Armenia's parliamentary election May 30, 1999. Washington, DC: Commission on Security and Cooperation in Europe. Retrieved 6 April 2013.
- The Armenian Parliamentary Elections, 30th May 1999 (PDF). British Helsinki Human Rights Group. Archived from the original (PDF) on 30 August 2016. Retrieved 26 April 2013.
- Republic of Armenia Parliamentary election 30 May 1999 Final Report (PDF). Warsaw: Office for Democratic Institutions and Human Rights. 30 July 1999.
- Astourian, Stephan H. (2001). From Ter-Petrosian to Kocharian: Leadership Change in Armenia (PDF). University of California, Berkeley. Archived from the original (PDF) on 20 June 2013. Retrieved 11 January 2013.
- Lea, David (2001). A Political Chronology of the Middle-East. Psychology Press. ISBN 978-1-85743-115-5.
- Hughes, James R. (2002). Ethnicity and territory in the former Soviet Union: regions in conflict. London: Cass. ISBN 978-0-7146-8210-5.
- de Waal, Thomas (2003). Black Garden: Armenia and Azerbaijan Through Peace and War. New York: New York University Press. ISBN 978-0-8147-1945-9.
- Adalian, Rouben Paul (2010). Historical Dictionary of Armenia. Lanham, Maryland: Scarecrow Press. ISBN 978-0-8108-7450-3.
- Panossian, Razmik (2009). "Post-Soviet Armenia: Nationalism & Its (Dis)contents".  In Barrington, Lowell (ed.). After Independence: Making and Protecting the Nation in Postcolonial and Postcommunist States. University of Michigan Press. ISBN 978-0-472-02508-4.